# ネダー

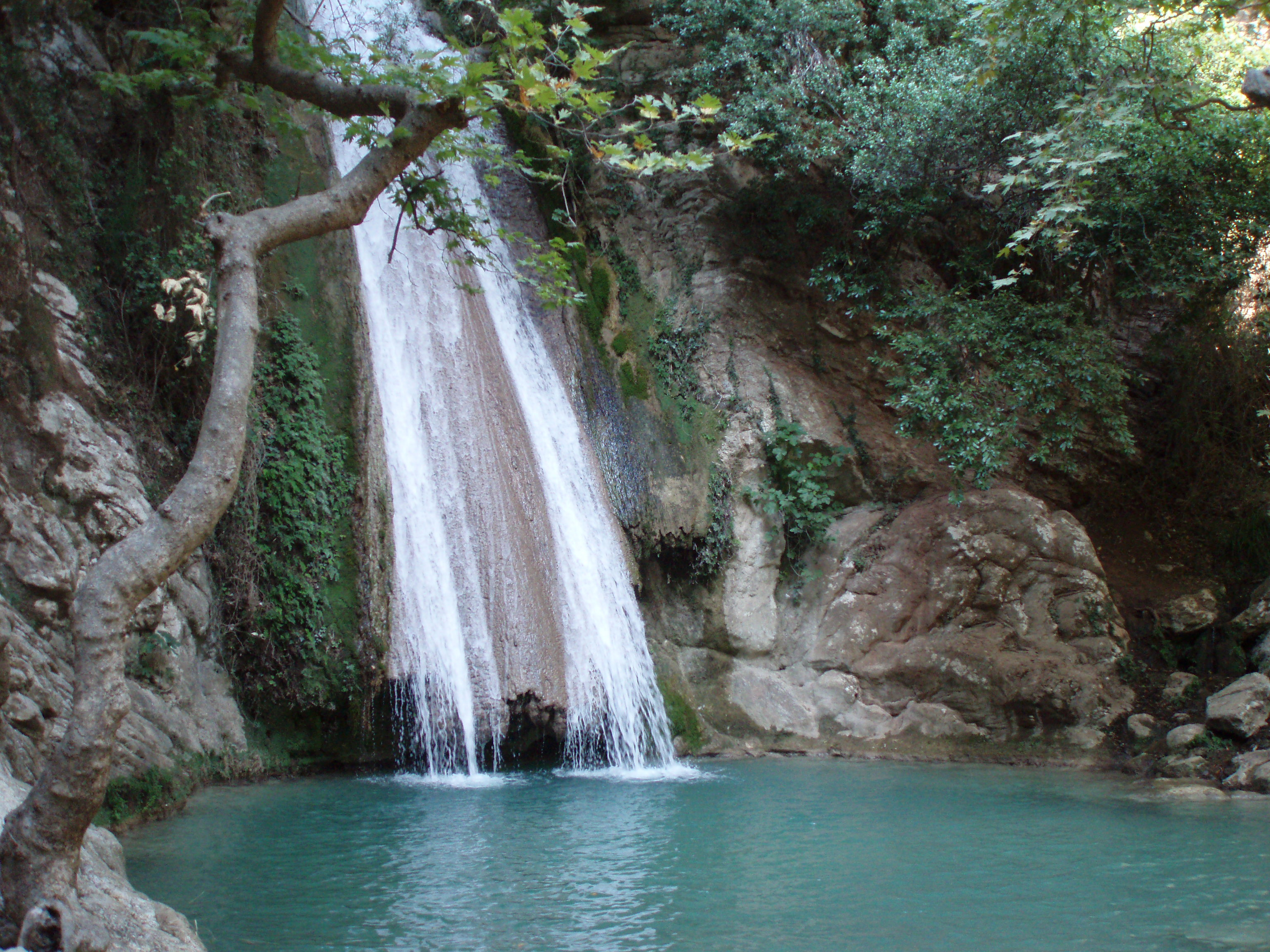
プラタニア近くのネダー川の滝。

ネダー（古希: Νέδα, Nedā）は、ギリシア神話の女神あるいはニュムペーである。長音を省略してネダとも表記される。メッセニア地方ないしアルカディアー地方に住み、幼いゼウスを養育したと伝えられる。

## 神話
ヘレニズム期の詩人カッリマコスによると、ネダーはオーケアノスとテーテュースの娘オーケアノスの1人で、ステュクス、ピリュラーに次いで3番目に生まれた。またネダーはゼウスが生まれたときレアーから幼児を受け取り、クレーテー島に運んだ。メッセニア地方ではネダーはイトーメーとともにゼウスを養育したと伝えられている。その後、ネダーはメッセニア地方とエーリス地方の境界を流れるネダー川の名前の由来となり、イトーメーは都市メッセーネーのアクロポリスがあるイトーメー山の名前の由来となった。アルカディアー地方の都市リュコスーラでも、テイソアー、ハグノーとともにゼウスを養育したニュムペーの1人に数えられ、ネダーは川の名前、ハグノーはリュカイオン山山中の泉の名前の由来になったという。
メガロポリスのデーメーテール神殿には、アルカディアー地方のニュムペーを浮彫した机があり、その中でネダーは幼いゼウスを抱き、アントラキアは松明を、ハグノーは水汲み壺と杯を、アンキロエーとミュルトーエッサは水汲み壺を持った姿で彫刻されていた。テゲアーのアテーナー・アレアー神殿の祭壇でも、ゼウスを抱くオイノエーや、グラウケー、テイソアー、アントラキア、イーデー、ハグノー、アルキノエー、プリクサとともに、ネダーの姿が浮彫されていた。